# Apicoplasto
El apicoplasto es un orgánulo presente en la célula de la mayoría de los protistas llamados Apicomplexa (en español Apicomplejos), incluyendo Plasmodium, pero ausente en otras especies como Cryptosporidium. Cada célula contiene un único apicoplasto y son homólogos a los cloroplastos de los dinoflagelados, pero han perdido la clorofila y carecen de la capacidad de fotosintetizar. Sin embargo, son esenciales para la vida de los apicomplejos, pues no puede sobrevivir sin ellos. El hecho de que estén rodeados de cuatro membranas y contengan su propio genoma sugiere que proceden de cloroplastos obtenidos mediante la endosimbiosis secundaria de una alga eucariota. Más en detalle, los apicoplastos tienen las siguientes características:
- Es un orgánulo pequeño, pues tiene un diámetro de solo 0.15-1.5 μm.
- Está rodeado por cuatro membranas.
- Contiene su propio genoma: una molécula circular de ADN con un tamaño de 35.000 pares de bases que codifica aproximadamente 30 proteínas, un conjunto completo de ARNt y otras moléculas de ARN. Es capaz de reparar, replicar, transcribir y traducir sus genes.
- Puesto que 30 proteínas no son suficientes para la operación del apicoplasto, necesita importar otras proteínas (unas 500) del citplasma, codificadas por el genoma nuclear.
- Contiene partículas que se supone proceden de ribosomas de ascendencia bacteriana.
- Contiene "espirales tubulares" que se sospecha son vestigios de los tilacoides del antiguo cloroplasto.
- Entre sus funciones se encuentran la síntesis de ácidos grasos, isoprenoides y aminoácidos.